# Tephrina novella
Tephrina novella är en fjärilsart som beskrevs av W. Warren 1904. Tephrina novella ingår i släktet Tephrina och familjen mätare. Inga underarter finns listade i Catalogue of Life.